# Maripa (planta)
Maripa es un género con 33 especies de plantas con flores perteneciente a la familia de las convolvuláceas. 

## Especies seleccionadas
- Maripa acuminata
- Maripa axilliflora
- Maripa cayennensis
- Maripa colombiana
- Maripa cordifolia[1]

## Sinonimia
- Mouroucoa